# Завод рідкісних земель у Степногорську
Завод рідкісних земель у Степногорську – казахське підприємство, розташоване на півночі країни в районі міста Степногорськ.
Проект реалізували через компанію Summit Atom Rare Earth Company (SARECO), засновниками якої виступили казахський державний концерн «Казатомпром» (51%) та японська корпорація Sumitomo (49%). У виробничому циклі вирішили використати гідрометалургійні потужності колишнього Степногорського гірничо-хімічного комбінату, де мали отримувати колективний концентрат рідкісних земель шляхом переробки запасів монацитового концентрату, що зберігаються на Ульбінському металургійному заводі (належить «Казатомпрому») та відвалів колишнього Прикаспійського гірничо-металургійного комбінату. Проектну річну потужність першої черги SARECO визначили як 1500 тон оксидів рідкісних земель (включаючи диспрозій).
Завод почав роботу в 2012 році. Планувалось, що головними споживачами його продукції будуть хімічні компанії – японська Shin-Etsu та французька Rhodia. Втім, якість продукції виявилась гіршою, аніж очікували, так що в 2014-му завод SARECO випустив лише 240 тон колективного концентрату, в першому півріччі 2015-го – 68 тон (які відправили в Росію на Лермонтовський гідрометалургійний завод), а потім зупинився.
Невдовзі «Казатомпром» викупив частку у Sumitomo, а в 2018-му продав весь проект гірничодобувній компанії «Тау-Кен Самрук» (належить державному інвестиційному фонду «Самрук-Казина»). В 2023-му анонсували, що на SARECO запустять виробництво електролітичного марганцю річною потужністю 7,5 тисяч тон (яке в подальшому можуть доповнити виробництвом високочистого сульфату марганцю).